# Ligne Lille - Thionville
La Transversale Nord-Est est un axe majeur du réseau ferré national, qui relie Lille à Thionville. C'est la ligne principale assurant la liaison entre le nord (Tunnel sous la Manche, ports de Dunkerque, Calais et Boulogne) et l'est de la France (pôles industriels, itinéraires vers l'Alsace / l'Allemagne / la Suisse et le sud-est), principalement pour le fret.
Il s'agit d'une relation commerciale qui emprunte les sept lignes ou sections de lignes suivantes :
- Section de Lille-Flandres à Fives de la ligne de Paris-Nord à Lille
- Ligne de Fives à Hirson ;
- Section Hirson - Liart de la ligne d'Hirson à Amagne - Lucquy
- Ligne de Liart à Tournes ;
- Section Tournes - Charleville-Mézières de la ligne de Charleville-Mézières à Hirson (par Auvillers)
- Section de Charleville-Mézières à Mohon de la ligne de Soissons à Givet[1]
- Ligne de Mohon à Thionville.

## Histoire
Contrairement à la plupart des grandes lignes françaises, cette transversale n'était pas planifiée lors de la conception du réseau français. Elle est la jonction, relativement tardive, de plusieurs lignes d'intérêt souvent purement local au départ. C'est peu avant la guerre franco-prussienne de 1870 que les concessions visant à réaliser un axe continu sont accordées, mais l'annexion retarde la mise en service de la ligne, avec l'obligation de réaliser une nouvelle ligne Longuyon - Pagny-sur-Moselle le long de la frontière. La jonction est achevée vers 1880 mais elle ne voit passer pendant la décennie suivante qu'un trafic essentiellement à courte distance. Entre 1890 et 1905 l'infrastructure est profondément améliorée et la ligne est mise à double voie sur l'ensemble de son parcours. À partir de 1913 elle est ainsi une des lignes les plus importantes du réseau national, accompagnant le développement des bassins industriels du Nord et de la Lorraine.
Après les expérimentations sur la ligne Aix-les-Bains - Annemasse, elle a été la première ligne française électrifiée en 25 kV- 50 Hz durant les années 1954-1955.
- Le 2 juillet 1954 est achevée la première étape de l'électrification ferroviaire, entre Valenciennes et Charleville-Mézières / Lumes.
- Le 12 mai 1955, la Poste française émet un timbre-poste, afin de commémorer l'électrification de la ligne VALENCIENNES-THIONVILLE[4].